# Maison de Louis Pasteur à Dole
La maison natale de Louis Pasteur, située no 43 rue Pasteur à Dole dans le Jura en Franche-Comté, est depuis 1923 un musée consacré à la mémoire de Louis Pasteur (1822-1895). La maison est classée aux monuments historiques en 1923 et labellisée Maisons des Illustres.

## Historique
Louis Pasteur naît à Dole le 27 décembre 1822, dans l'ancien quartier des Tanneurs, dans le centre pittoresque de Dole, rue des Tanneurs, le long du canal des Tanneurs. Fils de Jean Joseph Pasteur qui exerce par tradition familiale la profession d'employé tanneur, et de Jeanne Étiennette Roqui.

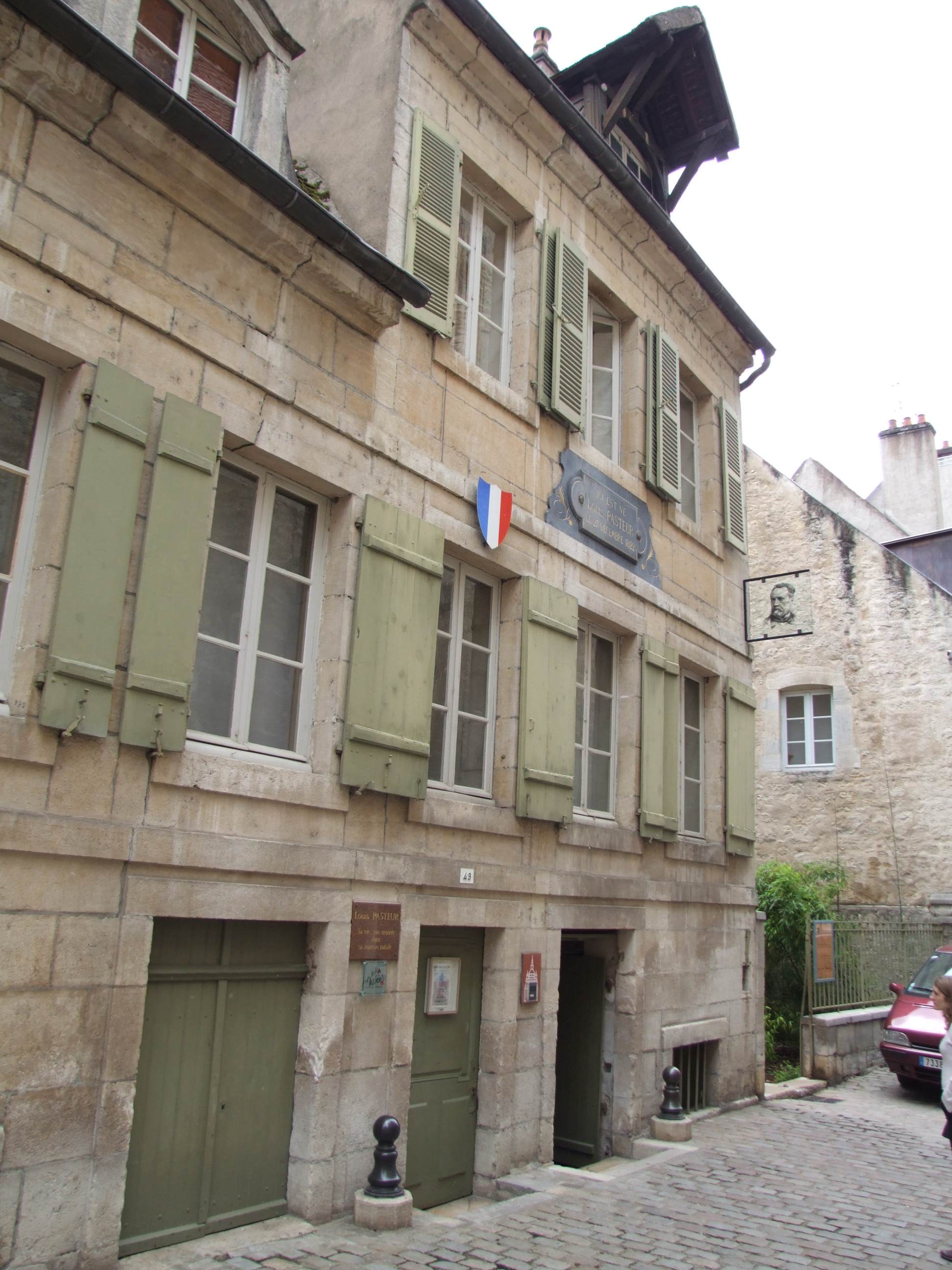
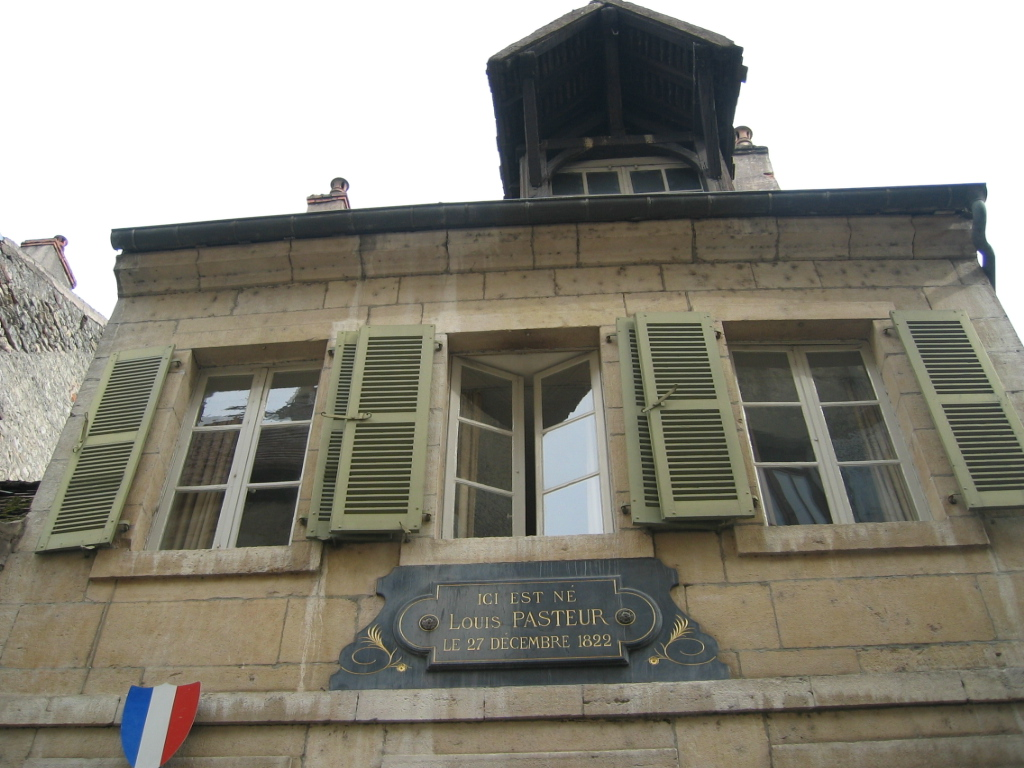
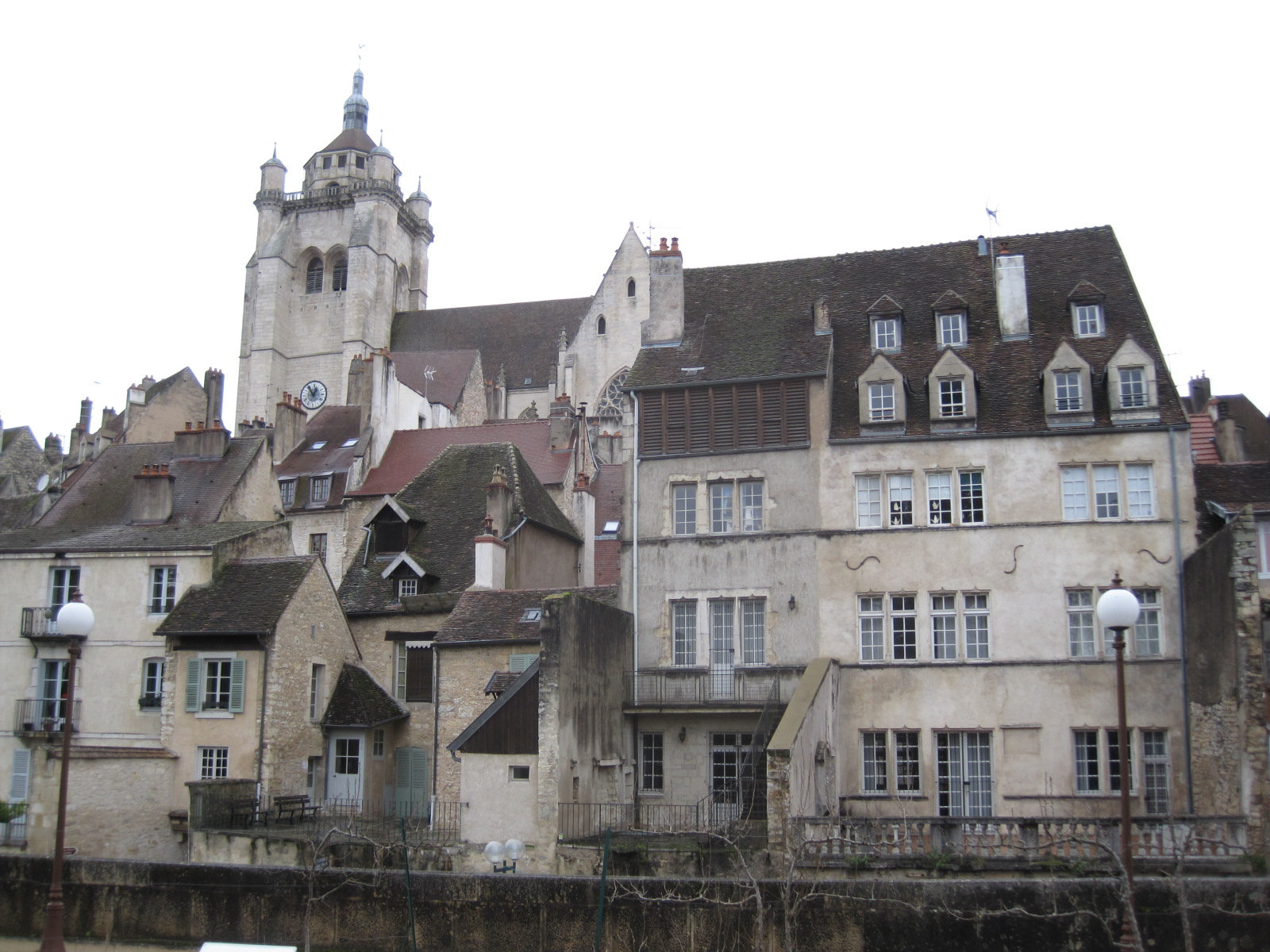
Maison côté canal et collégiale Notre-Dame de Dole.
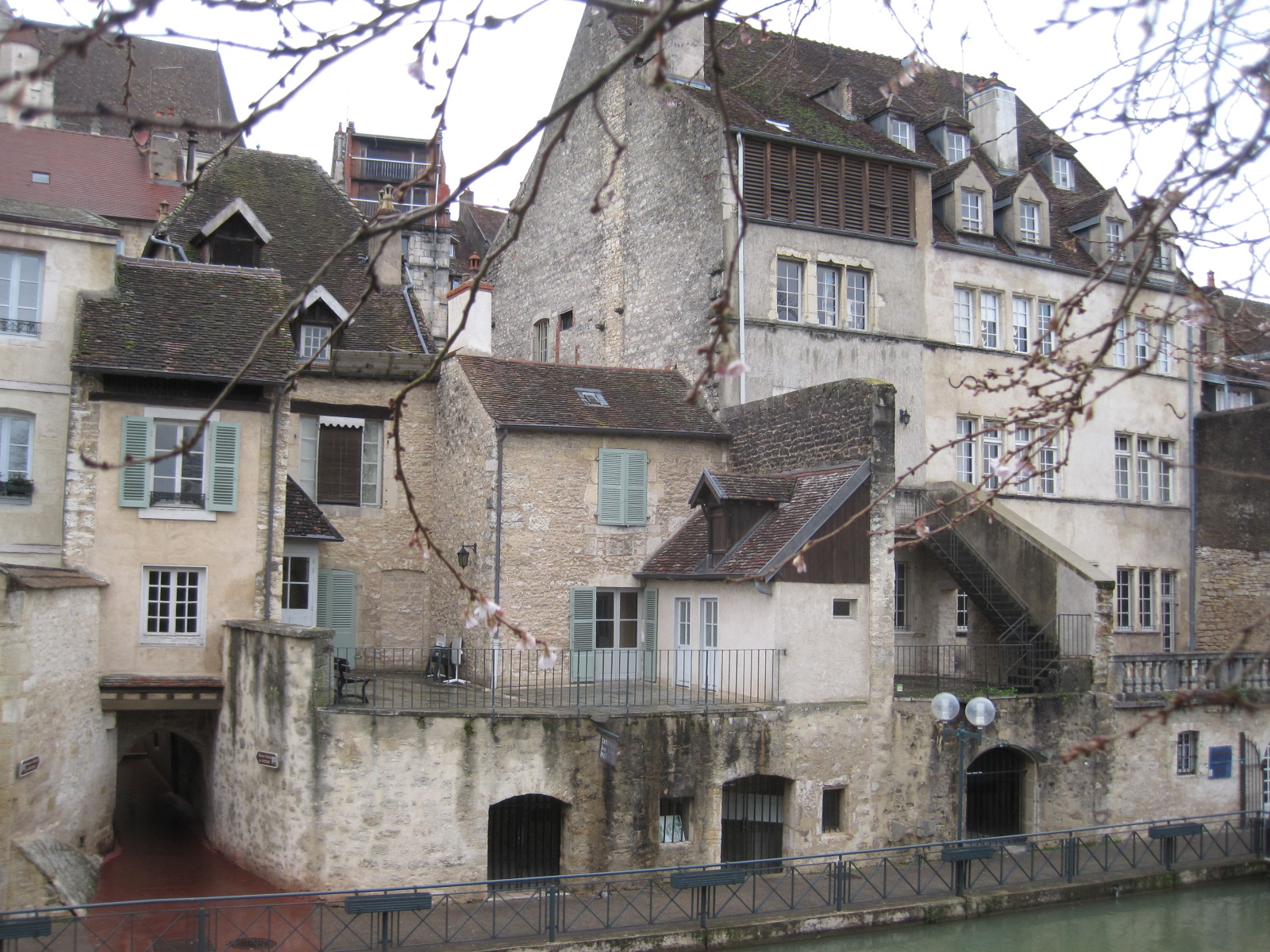
Maison et tannerie paternelle côté canal.
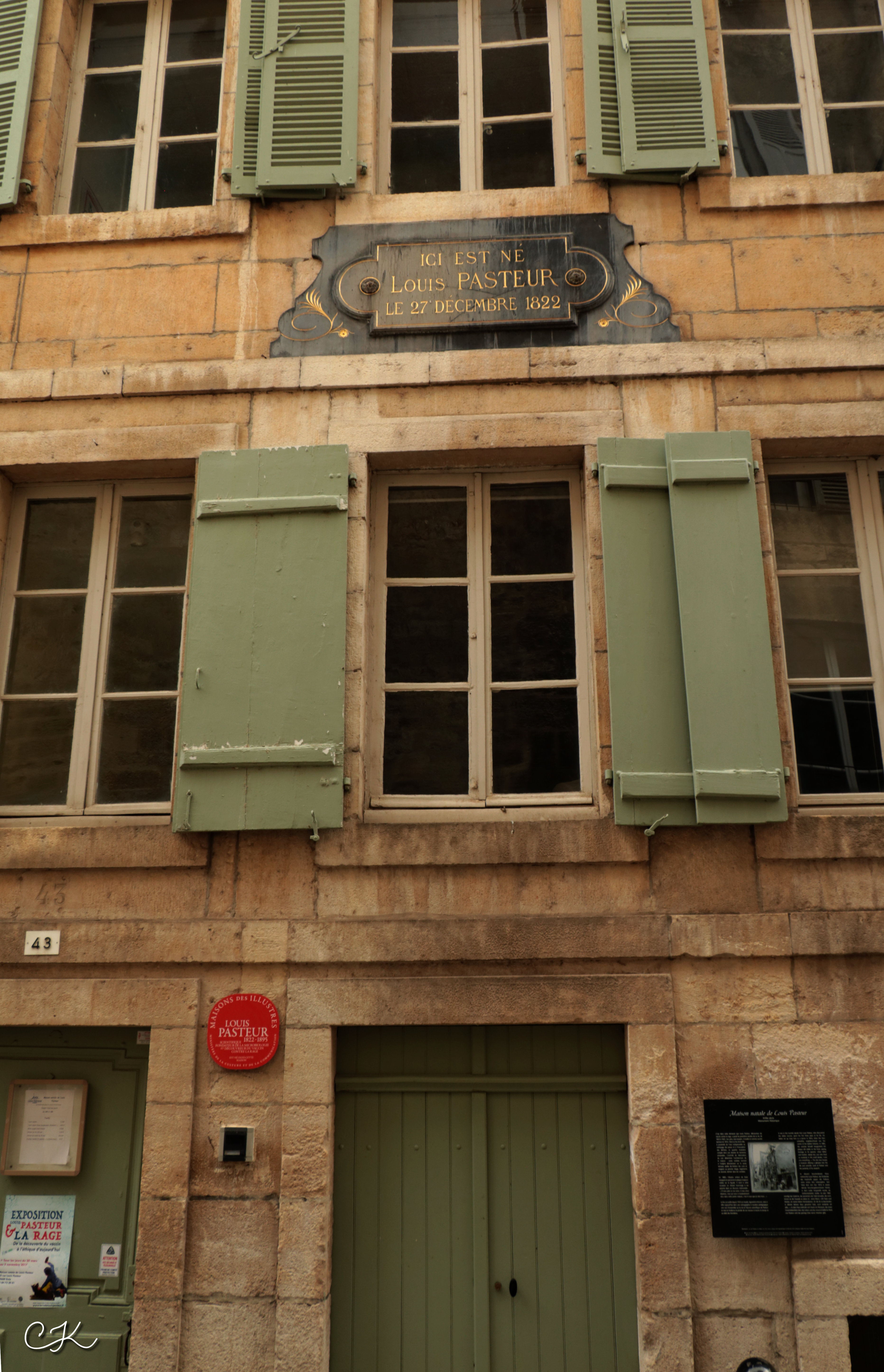
Vue de la façade.

En 1826[réf. nécessaire] âgé de 3 ans, Louis Pasteur accompagne ses parents à Marnoz, dans la maison familiale maternelle héritée par sa mère, puis en 1830 à Arbois (maison de Louis Pasteur à Arbois). Le 14 juillet 1883, Louis Pasteur participe à l'inauguration de la plaque d'identification de sa maison natale. Il prononce son célèbre discours en hommage à ses parents : « Ô mon père et ma mère, ô mes chers disparus, vous qui avez si modestement vécu dans cette petite maison, c’est à vous que je dois tout... ».

## Musée

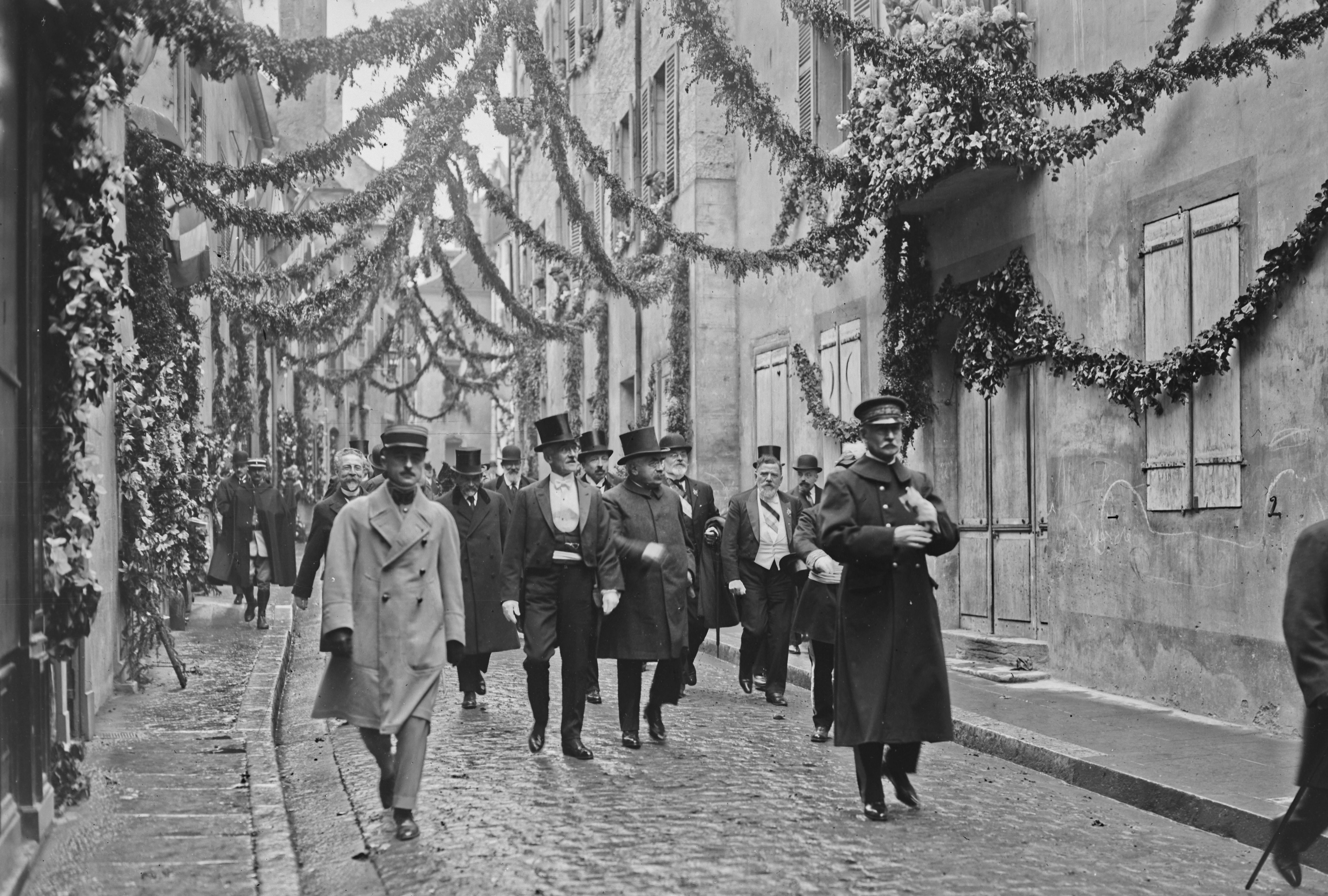
Inauguration par le président Alexandre Millerand.

La ville achète la maison en 1912. Elle est transformée en musée, qui est inauguré en mai 1923 par le président de la République Alexandre Millerand, peu après le centenaire de la naissance de Louis Pasteur. Le musée présente une vision complète de la vie de Pasteur et de son œuvre scientifique. Une rénovation est réalisée en 1995 ainsi qu'une augmentation de surface en 2007.
L'exposition est répartie sur 2 niveaux, dans 8 salles d’exposition, et au bord du canal, la tannerie artisanale du père de Louis, Jean-Joseph Pasteur.
Vitrines, maquettes et vidéos présentent ses souvenirs familiaux, ses grandes découvertes. De nombreux objets et écrits personnels sont présentés. Une partie de la collection est issue d'un legs de Louis Pasteur Vallery-Radot, petit-fils et dernier hériter de Pasteur.
Le musée est ouvert tous les jours d'avril à fin octobre. L'établissement est fermé hors saison sauf le week-end et pour les groupes sur rendez-vous, pour une visite d'environ 45 à 90 minutes.